# Kolumbianische Faustballnationalmannschaft der Männer
Die kolumbianische Faustballnationalmannschaft ist die von den Nationaltrainern getroffene Auswahl kolumbianischer Faustballspieler. Sie repräsentieren die Colombian Fistball Federation auf internationaler Ebene bei Veranstaltungen der International Fistball Association.
Gegründet wurde der Verband im Zuge der World Games 2013 in Cali.

## Internationale Erfolge
Bei der Weltmeisterschaft 2015 nahm zum ersten Mal eine Männernationalmannschaft Kolumbiens an einer WM teil.

### Weltmeisterschaften
| - 2015 in Argentinien: 10. Platz (von 14) |

### Pan American Championships
Bei den ersten Panamerikanischen Spielen nahm Kolumbien am Wettbewerb teil.
| - 2015 in den Vereinigten Staaten: 4. Platz (von 4) - 2018 in Argentinien: nicht teilgenommen |

### Südamerikameisterschaften
Ein Mal nahm Kolumbien bisher an den südamerikanischen Faustballmeisterschaften teil.
| - 2014 in Brasilien: 4. Platz (von 4) - 2016 in Chile: nicht teilgenommen |

## Team

### Aktueller Kader
Kader bei der Faustball-WM 2015 in Argentinien:
- #1 Camilo Andrale
- #6 Nelson Esteban Portuguez
- #7 Juan David Arenas
- #8 Juan Manuel Lopez
- #9 Jose Fernando Espinoza
- #10 Santiago Martinez
- #11 Esteban Aponte

### Trainer
| Name                     | Funktion          |
| ------------------------ | ----------------- |
| Jhon Yeimer Santos       | Trainer           |
| Christoph Hinterbichler  | Co-Trainer        |
| Isabella Concha Restrepo | Physiotherapeutin |